# Aloe adigratana
Aloe adigratana é uma espécie de liliopsida do gênero Aloe, pertencente à família Asphodelaceae.